# Клебанська сільська рада
| Клебанська сільська рада — сільська рада у складі Тульчинського району Вінницької області з адміністративним центром у с. Клебань. Включає 3 населені пункти: - с. Клебань - с. Гути - с-ще Федьківка |

## Склад ради
Рада складалася з 16 депутатів та голови.

## Керівний склад сільської ради
| ПІБ                      | Основні відомості                                                                | Дата обрання | Дата звільнення |
| ------------------------ | -------------------------------------------------------------------------------- | ------------ | --------------- |
| Халаман Петро Михайлович | Сільський голова, 1972 року народження, освіта, член Української Народної Партії | 26.03.2006   | 31.10.2010      |
| Халаман Петро Михайлович | Сільський голова, 1972 року народження, освіта вища, безпартійний                | 31.10.2010   |                 |

Примітка: таблиця складена за даними джерела